# Арзамазов, Герман Семёнович
Герман Семёнович Арзамазов (9 марта 1946, дер. Шубино, Шарангский район, Горьковская область) — командир отряда космонавтов Института медико-биологических проблем РАН (ИМБП).

## Биография

### Образование
Родился 9 марта 1946 года в деревни Шубино Шарангского района Горьковской области в семье председателя колхоза Арзамазова Семена Савельевича и учительницы русского языка и литературы Арзамазовой Екатерины Михайловны. Окончив 8 классов в селе Шаранга, поступил в Санчурское медицинское училище в посёлке Санчурск в Кировской области, которое окончил в 1965 году и работал санитаром, а затем медбратом Пермской областной психиатрической больницы.
Затем поступил в 1-й Московский медицинский институт имени И. М. Сеченова, который окончил в 1974 году и получил диплом врача-хирурга. Во время учёбы работал медбратом во Всесоюзном научно-исследовательском институте клинической и экспериментальной хирургии (ВНИИКиЭХ — в настоящее время РНЦХ им. Б. В. Петровского).
В 1977 году окончил аспирантуру Института медико-биологических проблем РАН (ИМБП).

### Космическая подготовка
В 1977 году получил допуск Главной Медицинской Комиссии к специальным тренировкам, а затем 1 декабря 1978 года решением Главной Межведомственной комиссии был отобран в отряд космонавтов Института медико-биологических проблем РАН (ИМБП). С 1979 по 1980 год проходил общекосмическую подготовку в Центре подготовки космонавтов имени Ю. А. Гагарина.
17 марта 1978 года успешно защитила диссертацию на соискание учёной степени кандидата медицинских наук (ИМБП). Работал сначала младшим научным сотрудником лаборатории 16 «Б» группы космонавтов-исследователей 2-го сектора ИМБП, а затем — старшим научным сотрудником лаборатории 134 отдела 13. С 5 октября 1981 года занимал должность космонавта-исследователя 11-й лаборатории.
Проходил углубленную медицинскую подготовку на базе ведущих клиник Москвы.
С февраля по августа 1988 года совместно с Анатолием Николаевичем Березовым и Даураном-Гулам Масумом (Афганистан) проходил подготовку в качестве врача-исследователя в составе дублирующего экипажа корабля «Союз ТМ-6» по программе завершающего этапа ЭО-3 и ЭО-4 на орбитальный комплекс «Мир». В августе 1988 года был дублером космонавта-исследователя (врача) Валерия Полякова пилотируемого космического аппарата «Союз ТМ-6».
В 1989 году был командиром отряда космонавтов ИМБП.
Вместе с космонавтами-врачами Валерием Поляковым и Борисом Моруковым готовился к полуторагодовому полёту в Центре подготовки космонавтов имени Ю. А. Гагарина.
Совместно с Юрием Маленченко и Талгатом Мусабаевым проходил подготовку в качестве космонавта-исследователя-врача в составе дублирующего экипажа пилотируемого космического аппарата «Союз ТМ-18» по программе ЭО-15, ЭО-16 и ЭО-17 на орбитальный комплекс «Мир».
1 декабря 1995 года отчислен из отряда космонавтов ИМБП в связи с уходом на пенсию.

### Профессиональная деятельность после отчисления из отряда космонавтов
В декабре 1995 года был назначен ведущим научным сотрудником Института медико-биологических проблем РАН. Является автором 40 научных публикаций и двух изобретений. Был врачом-терапевтом в генеральном консульстве РФ в Бомбее.

## Награды
Кавалер ордена «Солнце Свободы» (Афганистан, 1988).

## Семья
Женат, имеет двоих детей.